# Evaristo Lucidi
Evaristo Lucidi (ur. 4 października 1866 w Montefranco, zm. 31 marca 1929 w Rzymie) – włoski kardynał.

## Życiorys
Kształcił się w Pontyfikalnym Seminarium Rzymskim, a także w Ateneum "S. Apolinare" i Uniwersytecie Rzymskim. Po przyjęciu święceń kapłańskich pracował duszpastersko w diecezji rzymskiej, gdzie był m.in. przez dwadzieścia lat dyrektorem Instytutu "S. Girolamo degli Schiavoni". Jako konsultor brał udział w Synodach Prowincjonalnych (od roku 1902). Dwa lata później mianowany sekretarzem Komisji Rewizyjnej Synodów Prowincjonalnych. W latach 1905–1908 asesor w Świętej Kongregacji Soboru. W kolejnych latach był pro-sekretarzem ds. finansowych Świętej Kongregacji Rozkrzewiania Wiary. 8 grudnia 1916 został sekretarzem Sygnatury Apostolskiej, na którym to urzędzie pozostał do śmierci.
Na konsystorzu z grudnia 1923 otrzymał kapelusz kardynalski. Na tej samej uroczystości kreowany kardynałem został oprócz niego tylko jeden duchowny - Aurelio Galli (umarł on pięć dni przed Lucidim). Zmarł na ciężki przypadek grypy w wieku 62 lat. Przed śmiercią cierpiał również z powodu choroby serca. 